# 福嶋健助
福嶋 健助（ふくしま けんすけ、1932年（昭和7年）9月22日 - 2007年（平成19年）9月8日）は、日本の政治家。第4代埼玉県深谷市長。

## 経歴
埼玉県大里郡藤沢村に生まれる。法政大学卒。1960年（昭和35年）深谷市職員に採用され、秘書室長、収入役、助役を歴任。
1991年（平成3年）2月に第4代深谷市長に当選し、1999年（平成11年）2月まで2期8年務める。
2004年（平成16年）旭日小綬章を受章。2007年（平成19年）9月8日、呼吸不全のため死去、74歳。死没日をもって正六位に叙される。